# Kruna češko-moravskog protektorata
Kruna češko-moravskog protektorata (češ. Protektorátní koruna) bila je valuta Češko-moravskog protektorata za vrijeme drugog svjetskog rata, od 1939. do 1945.
Kruna je bila podijeljena na 100 halera. Zamijenila je čehoslovačku krunu nakon okupacije i posljednjeg dijela predratne Čehoslovačke. Nakon poratne obnove Čehoslovačke, zamijenila ju je nova čehoslovačka kruna.
Postojale su kovanice od 10, 20 i 50 halera i 1 krune. Sve su bile od cinka i sve osim 1 krune, na reversu su bile vrlo slične ranijoj čehoslovačkoj kruni. 
Novčanice su bile u apoenima od 1, 5, 10, 20, 50, 100, 500, 1000 i 5000 kruna.